# Monarca de Rarotonga
El monarca de Rarotonga (Pomarea dimidiata) és un ocell de la família dels monàrquids (Monarchidae).

## Hàbitat i distribució
Nadiu de la malesa dels boscos de l'illa de Rarotonga, ha estat introduït a Atiu, a les illes Cook.